# Мамонтовский сельский округ
Мамонтовский сельский округ — упразднённая административно-территориальная единица, существовавшая на территории Ногинского района Московской области в 1994—2006 годах.
Мамонтовский сельсовет был образован в первые годы советской власти. По данным 1919 года он входил в состав Ямкинской волости Богородского уезда Московской губернии.
В 1923 году к Мамонтовскому с/с был присоединён Калитинский с/с.
21 апреля 1924 года Мамонтовский с/с был передан в новую Пригородную волость.
В 1925 году сельсовет числился как Мамонтово-Богословский сельсовет, но уже в 1926 году он был переименован в Мамонтовский.
В 1926 году Мамонтовский с/с включал деревни Калитино и Мамонтово, а также погост Муравьищи.
В 1929 году Мамонтовский сельсовет вошёл в состав Богородского района Московского округа Московской области.
5 ноября 1929 года Богородский район был переименован в Ногинский.
17 июля 1939 года Мамонтовский с/с был упразднён, а его селения (Калитино и Мамонтово) переданы в Следовский сельсовет.
16 июля 1959 года Мамонтовский с/с был восстановлен путём объединения Тимковского и Жилино-Горского с/с.
1 февраля 1963 года Ногинский район был упразднён и Мамонтовский с/с вошёл в Орехово-Зуевский сельский район.
31 августа 1963 года к Мамонтовскому с/с был присоединён Боровковский с/с. При этом селения Гаврилово, Следово и Тимково были переданы из Мамонтовского с/с в Алексеевский с/с. Однако 14 января 1964 года эти три селения были возвращены в Мамонтовский с/с.
11 января 1965 года Мамонтовский с/с был возвращён в восстановленный Ногинский район.
30 мая 1978 года в Мамонтовском с/с было упразднено селение Алексеевское торфоболото.
3 февраля 1994 года Мамонтовский с/с был преобразован в Мамонтовский сельский округ.
26 марта 2004 года из Мамонтовского с/о в черту города Ногинска был передан посёлок Коверши.
9 августа 2004 года из Мамонтовского с/о в черту города Ногинска был передан посёлок Рабочий Городок-1.
В ходе муниципальной реформы 2004—2005 годов Мамонтовский сельский округ прекратил своё существование как муниципальная единица. При этом все его населённые пункты были переданы в сельское поселение Мамонтовское.
29 ноября 2006 года Мамонтовский сельский округ исключён из учётных данных административно-территориальных и территориальных единиц Московской области.